# Aeropuerto de Usinsk
El Aeropuerto de Usinsk (en ruso: Аэропорт Усинск (IATA: USK; ICAO: UUYS) es un aeropuerto situado en las afueras de la ciudad rusa de Usinsk, localizada en Siberia noroccidental, en la República de Komi, en Rusia. Es un aeropuerto civil que se encuentra a 80 m sobre el nivel del mar.
El espacio aéreo está controlado desde el FIR de Syktyvkar (ICAO: UUYY).
La operadora del aeropuerto es la compañía rusa Komiaviatrans.

## Pista
El aeropuerto de Usinsk dispone de una pista de asfalto en dirección 14/32 de 2.502x42 m. (8.209x137 pies) que permite el despegue o aterrizaje de todo tipo de helicópteros y de los aviones Antonov An-2, Antonov An-24 y Yakovlev Yak-40. El pavimento es del tipo PCN 21/R/A/X/T.
Existen dos calles de acceso que conectan la plataforma con la pista principal.
Es adecuado para ser utilizado por los siguientes tipos de aeronaves : AN-12, An-24, An-26, IL-76, IL-114, Yak-40, Yak-42, Tu-134, Tu-154, CRJ-100/200,  ATR 42, EMB 120R, Saab 2000 y otros tipos de clases III y IV, y todo tipo de helicópteros de día y de noche durante todo el año.
- Limitaciones:[4]

Il-76, Il-114, ATR-42, EMB-120ER, CL-600 (CRJ-100/200) y Yak-42* si disponen de lanza de remolque a bordo. 
* (sólo bajo petición previa)

## Compañías aéreas
- Aeroflot-Nord (rusa, estacional).
- UTair Express (rusa, estacional)
- Volga-Dnepr (rusa, cargo, estacional)

## Destinos
- Moscú-Vnukovo
- Syktyvkar
- Narian-Mar (estacional)
- Samara (estacional)
- Ujtá (estacional)
- Perm (estacional)
- Ufá (estacional)